# Grupismo
O grupismo é uma abordagem teórica em sociologia que postula que a conformidade com as leis/normas de um grupo, como família, parentesco, raça, etnia, religião e nacionalidade, traz benefícios recíprocos, como reconhecimento, direito, poder e segurança. Estabelece que a identidade primária ou prioritária de uma pessoa é a de pertencer a uma rede social/grupo. Os teóricos do grupismo assumem que os indivíduos de um grupo tendem a ter maior afinidade e obrigação para com um determinado grupo quando a influência de uma figura de autoridade traz um objetivo comum a todos. O conceito de grupismo pode ser definido e criticado de diversas formas, em disciplinas como sociologia, psicologia social, antropologia, história política e a filosofia. O grupismo é definido na maioria dos dicionários como o comportamento de um membro de um grupo em que ele pensa e age como a norma do grupo em detrimento de um posicionamento individualista. O termo originou-se no século 19 e o primeiro uso conhecido da palavra registrado foi em 1851. É uma definição geral frequentemente usada no inglês indiano como a tendência de formar facções em um ambiente de sistema. O termo também foi usado para “os princípios ou práticas do movimento do Grupo Oxford ”, que agora é histórico e raro.

## Perspectiva críticas

### Rogers Brubaker: grupismo social
A tendência para considerar grupos discretos, nitidamente diferenciados, internamente homogéneos e externamente delimitados como constituintes básicos da vida social, principais protagonistas de conflitos sociais e unidades fundamentais da análise social.
O grupismo tem sido um aspeto profundamente enraizado e fundamental da análise social do nacionalismo, da etnia, da raça, da religião, do género, da sexualidade, da idade, da classe ou mesmo de grupos com uma combinação destas categorias, mas com um interesse comum em outras categorias universais como o desporto, a música e os valores. É normalmente visto no contexto quotidiano, em reportagens dos meios de comunicação social e mesmo em investigação académica que conduz à análise de políticas. Segundo Brubaker, é o ponto de vista segundo o qual a divisão entre os seres humanos, tal como a etnia, é uma entidade absoluta e imutável, em vez de uma variável concetual em mutação sujeita ao tempo e ao contexto. É a tendência para tomar grupos discretos como principais protagonistas de conflitos sociais, para reificar esses grupos como se fossem actores coletivos unitários. É considerado um "processo em que os indivíduos são reduzidos a características específicas de um grupo que são politizadas como fronteiras". O grupismo concetual implica a essencialização dos grupos sem ter em conta que este hábito de atribuir aos grupos um carácter performativo, tido em conta na análise dos conflitos etnopolíticos, pode levar ao enquadramento intencional/não intencional do conflito entre grupos. No exemplo dos grupos étnicos, trata-se de considerar um indivíduo do grupo como o representante coletivo dos valores ou conflitos associados à norma social desse grupo. O sociólogo americano Rogers Brubaker criticou o grupismo concetual devido à sua abordagem estereotipada na análise social e política, que conduz a decisões que trivialmente não são aceitáveis.
- Distinção entre categorias e grupos.
- A formação de grupo como projeto sociopolítico e cultural.
- Das categorias ao esquema cognitivo.
- Quadros discursivos.
- Rotinas organizacionais.
- Formulários institucionais.
- Projetos políticos.
- Eventos contingentes.[11]

De acordo com o antropólogo norueguês Fredric Barth, as categorias de etnia, raça e nacionalidade são uma questão de fatores como a auto-identificação/categorização externa, a nível individual/institucional ou contexto formal/informal. A investigação sobre como os grupos étnicos, raciais e nacionais são classificados e categorizados se iniciou através de estudos sobre as sociedades coloniais e pós-coloniais. Brubaker sugere que deveria haver um foco nas categorias para que etnia, raça e nacionalidade possam coexistir sem grupos étnicos como entidades separadas, pois a transformação de grupos em categorias reduz a extensão em que análises políticas e jurídicas enganosas baseadas no grupismo se transformam em uma estruturação realidade.

### Susanne Baer: grupismo jurídico
O grupismo jurídico é a construção de grupos em matéria jurídica, tal como definido pela académica jurídica alemã Susanne Baer. O grupismo jurídico também defende que devem ser concedidos direitos iguais aos grupos, partindo do princípio de que as pessoas pertencem sempre a um grupo "distinguível" e não a muitos. Este conceito é considerado problemático porque a maioria dos grupos tem fronteiras pouco claras e variáveis devido ao facto de os indivíduos viverem múltiplas identidades e características de grupo. Por conseguinte, o grupismo jurídico entra em conflito com a ideia de direitos individuais quando as questões de direitos humanos são consideradas questões de grupo na lei e a autonomia total concedida às principais instituições religiosas em nome da liberdade religiosa restringe as questões de direitos humanos individuais. Por exemplo, quando o direito constitucional permite que as igrejas e as comunidades religiosas determinem por si próprias as questões que entram em conflito com os direitos humanos, sem ter em conta os direitos dos diversos indivíduos de um grupo aparentemente homogêneo, essa sobreposição entre direitos humanos e religião conduziu à falta de intervenção jurídica em questões como a discriminação sexual. Por exemplo, o poder das autoridades religiosas para tratar internamente os casos de abuso de crianças, a isenção das organizações religiosas dos direitos fundamentais por parte da União Europeia na proposta da UE de uma nova diretiva contra a discriminação de 2008.

## Estudos de caso

### Situação jurídica dos povos indígenas: foco Sami
Estima-se que existam mais de 300 milhões de povos indígenas em todo o mundo, alguns entre os quais incluem os povos ameríndios, os Sami no norte da Europa, os aborígines e os ilhéus do Estreito de Torres da Austrália e os Maori da Nova Zelândia, o povo Ainu do Japão, os Bantu em Somália, Assírios do Oriente Médio, Cazaques, Mongóis, Tadjiques, Tibetanos, Ugyur e Nômades Eurasianos do Cazaquistão, leste da Rússia. Para adquirir direitos de grupo, os povos também estão sob a regulamentação do direito nacional e internacional. Embora o direito consuetudinário internacional nas Nações Unidas e em outros lugares tenha considerado os povos indígenas como uma categoria desde o século XX, a definição de povos indígenas tem sido um tema de debate contínuo a nível nacional, uma vez que a sua classificação como um grupo pela lei nacional tem interferido com seus processos tradicionais de formação de grupo. Por exemplo, o governo da Finlândia ratificou a convenção n.º 169 da OIT em 1989, que envolvia a declaração de direitos dos povos indígenas da Finlândia, como a seguinte definição de exigência legal para votar nas eleições do parlamento Sami.
“Para efeitos desta Lei, Sami significa uma pessoa que se considera do povo Sami, desde que:
1. Que ele próprio ou pelo menos um dos seus pais ou avós aprenda Sami como sua primeira língua;
2. Ser descendente de uma pessoa inscrita num registo predial, fiscal ou populacional como lapão de montanha, de floresta ou de pesca; ou
3. Que pelo menos um dos seus genitores foi ou poderia ter sido registado como eleitor para uma eleição para a Delegação Sami ou para o Parlamento Sami."
Esta definição criou um debate Sami na Finlândia, um problema de definição do estatuto jurídico do povo indígena Sámi, vez que o sistema grupista de análise política e jurídica enquadrou a o status de indígena omo um requisito político e não como uma realidade etnocultural, daí a inconsistência entre a definição que Sami as pessoas defendem seu parentesco.

### Grupismo no Japão
O grupismo é visto como uma parte profundamente enraizada da sociedade japonesa orientada para os grupos, conhecida pela sua elevada produtividade, atitude cooperativa e força competitiva internacional superior. Alguns dos principais aspectos do grupismo na sociedade japonesa foram debatidos no artigo da revista, "The Paradox of Japan's Groupism: Threat to Future Competitiveness" (O paradoxo do grupismo japonês: ameaça à competitividade futura), de Kanji Haitani.
1. Identidade e bem-estar (u nmei kyodotai): significa "comunidades de destino compartilhado" é um princípio fundamental na cultura japonesa, onde o bem-estar e a sensação de segurança de um indivíduo são maximizados como resultado do reconhecimento e da prosperidade que obtêm como grupo.
2. Antiguidade: Existe uma estreita relação entre a idade de um membro e a sua posição num sistema.
3. Ênfase nas relações de harmonia e conflito (wa): O conceito wa engloba o conceito de "Isshin – dotai" que significa "uma mente - mesmo corpo". Aqui, “uma mente” refere-se à forma como os membros mais antigos levam em conta as opiniões dos membros mais novos, que internalizam reciprocamente a sabedoria dos membros mais antigos.
4. A mentalidade interna ao grupo e externa ao grupo: Os grupos de dentro e de fora são geralmente separados com uma distinção clara.
5. Consciência de posição e status.
6. A natureza fechada do mercado japonês no contexto da economia internacional.

#### Hierarquia social no processo de produção musical tradicional
O sistema ryūha-iemoto refere-se à organização social na produção musical tradicional japonesa, que se revela dominada pela forma hierárquica de grupismo. Isto envolve um grupo autoritário chamado "Miyagi-ha" no topo da hierarquia, que obtém os maiores benefícios de liberdade musical, reconhecimento, poder e dinheiro. Este grupo é conhecido por transmitir as suas composições aos subgrupos que se situam abaixo na hierarquia. Uma das características desta forma de organização social é a filiação vitalícia como membro de um subgrupo, não havendo "graduação" ou "tornar-se um músico livre".

## Efeitos: conexões conceituais

### Nacionalismo
Uma forma de grupismo geralmente se inicia com uma sensação de segurança proporcionada pela identidade nacional até uma aceitação inquestionável de uma agenda política. Baseia-se numa mentalidade abstrata de “vitória” no próprio grupo e na consideração do “outro” como um ser em separado. A obediência irracional dos cidadãos alemães durante o holocausto do regime nazista das décadas de 1930 e 1940 é um bom exemplo bem conhecido das consequências negativas enraizadas no grupismo. Em termos de estudos jurídicos, o advogado internacional Philip Allot criticou o conceito de soberania do Estado nas actuais leis internacionais na promoção do grupismo e na falta de reformas no contexto do século XXI.

### Preconceito e discriminação
O preconceito contra grupos de pessoas está enraizado no grupismo, pelo qual conclusões ou atitudes sobre um grupo são tiradas sem avaliar as evidências e muitas vezes leva à discriminação que se refere ao comportamento de tratar outros grupos de uma forma diferente do seu próprio grupo.
- Preconceito de grupo: A tendência para favorecer os membros do seu próprio grupo em vez de uma pessoa fora do grupo, como no desporto ou no comportamento dos fãs de celebridades.
- Homogeneidade fora do grupo: A tendência para ver todos os membros de outros grupos como muito semelhantes em vez de os ver como indivíduos.[10]

### Persuasão
A persuasão através de indivíduos, subgrupos ou do grupo como um todo leva a uma mudança de comportamento sem escolha racional. A persuasão através de indivíduos, subgrupos ou do grupo como um todo leva a uma mudança de comportamento sem escolha racional. Envolve também o poder da influência normativa do património, da cultura e da tradição de cada um, que faz com que as pessoas cumpram as suas normas sociais para obter reconhecimento ou evitar a desaprovação dos outros. Estes conceitos são amplamente resumidos em termos de grupismo e podem ter uma conotação tanto positiva como negativa com base na escala variável de grupismo num sistema formal ou informal. As formas extremas de grupismo bem conhecidas no passado e no presente incluem o racismo, o fanatismo, o terrorismo, o genocídio, a ditadura e a guerra.

### Psicologia Social
A psicologia social traz o conceito de como a psique individual é moldada pelas construções sociológicas. Em suma, as construções sociais formadas por preconceitos, discriminação, racismo e nacionalismo podem ser atribuídas ao grupismo que um indivíduo pode adquirir ao longo da vida com base no seu contexto sociocultural e histórico, que conduz ao desenvolvimento psicológico enquanto criança. A vadiagem social é o fenómeno em que a presença de outros membros de um grupo faz com que alguns evitem responsabilidades e se esforcem menos para atingir um objetivo de grupo. A perturbação social é o fenómeno em que a presença de outros influencia negativamente o desempenho das tarefas. A facilitação social, um fenómeno proposto por Robert Zajonc, é outro exemplo dos aspectos positivos do grupismo, em que a presença e a influência de diversos grupos melhora o desempenho de uma tarefa. Este fenómeno é o oposto da perturbação social, em que a presença de outros influencia negativamente o desempenho de tarefas que são relativamente difíceis.

### Seleção de grupo
Provas científicas dos primeiros hominídeos em África mostram que os seres humanos evoluíram como pequenos grupos sociais que estão predispostos a incluir ou excluir outros de uma forma instintiva. A evolução dos seres humanos como espécie social unitária conduziu ao estatuto social e ao sentimento de pertença que advém do facto de se identificar ou ser identificado como indivíduo em diferentes categorias de grupos. A investigação do antropólogo Robin Dunbar sugeriu que o rácio entre o tamanho do neocórtex e o tamanho do cérebro determina a quantidade de relações sociais em diferentes espécies e concluiu que os seres humanos têm um cérebro social relativamente elevado que pode ter tendência para formar redes interpessoais maiores de pequenos grupos do que animais como os chimpanzés e os golfinhos, com um rácio entre o tamanho do neocórtex e o tamanho do cérebro mais pequeno, o que resulta num menor número de relações. O grupismo tem sido explicado em termos de uma necessidade biológica de formar laços sociais, de acordo com a teoria da necessidade de pertencimento, segundo a qual a privação desta necessidade tem consequências bio-psico-sociais. Do ponto de vista da evolução, as influências sociais sobre o indivíduo, com base na seleção natural, conduziram a uma melhor adaptação e sobrevivência em vários ambientes.